# Di4ri
Di4ri è una serie televisiva italiana prodotta da Stand by me per Netflix, distribuita il 18 maggio 2022 in tutti i paesi in cui il servizio è attivo. Dal 7 giugno 2024 la serie è disponibile su Super!
Il 16 aprile 2025, Netflix annuncia la serie spin-off RIV4LI.

## Trama
La serie, ambientata nell'isola di Capri e Ischia nei quartieri di Marina Piccola (prima stagione) e di Marina Grande (seconda stagione), narra le vicende di un gruppo di ragazzi della classe 2ªD (3ªD nella seconda stagione) della scuola media locale. Ciascun episodio è raccontato dal punto di vista di uno dei personaggi principali.

## Episodi
| Stagione         | Episodi | Episodi | Pubblicazione     |
| ---------------- | ------- | ------- | ----------------- |
| Prima stagione   | 15      | 15      | 18 maggio 2022    |
| Seconda stagione | 14      | 7       | 14 settembre 2023 |
| Seconda stagione | 14      | 7       | 6 dicembre 2023   |

## Personaggi

### Personaggi principali
- Pietro Maggi interpretato da Andrea Arru. È un ragazzo che non ha paura di dire cosa pensa, resta fedele alle sue idee e alla sua testardaggine. Odia stare a casa sua, poiché i suoi genitori litigano in continuazione e il loro matrimonio è in crisi. Nel primo episodio accetta la scommessa di riuscire a baciare sia Arianna che Livia entro la fine dell’anno, proposta dal suo migliore amico Giulio. Sempre insieme a lui, fonda la squadra di basket della classe per affrontare i prepotenti ragazzi della 3ªD. Nel corso della prima stagione si innamora di Livia, e si metteranno insieme,ma la loro storia non dura molto perché lei scopre la scommessa con Giulio. Nella seconda stagione, entra in una squadra di basket di Marina Grande dove conosce Roby diventando amici, e tenta inutilmente di riconquistare Livia, anche con l'aiuto di Isabel. Mesi dopo, si stanca di essere ignorato da Livia e diventa sempre più legato ad Isabel, al punto che si scambiano un bacio in segreto. A Natale, Livia si riavvicina a Pietro ma i sentimenti del ragazzo sono confusi. Dopo una storia con Isabel, decide di ritornare con Livia prima degli esami.
- Giulio Paccagnini, interpretato da Liam Nicolosi. Il buffone della classe, nonché migliore amico di Pietro. È simpatico e adora gli scherzi, che tuttavia a volte risultano esagerati. Grazie all'attenzione e alle ricerche di Monica, si scopre che è dislessico, e da quel momento inizia a frequentare uno specialista.  Ha una cotta per Arianna e cerca spesso di conquistarla, nonostante i continui rifiuti della ragazza. Nel corso della prima stagione, hanno modo di conoscersi meglio e Arianna comincia ad apprezzarlo, al punto che hanno una storia estiva, anche se si lasciano all'inizio della seconda stagione. Inizialmente accetta di andare al liceo scientifico per via di un patto con i suoi amici di andare tutti nella stessa scuola. In realtà Giulio vorrebbe andare al liceo informatico e, dopo averlo comunicato a tutti, litiga con Pietro anche se poi faranno pace. Verso la fine dell'anno scolastico, capisce di essere innamorato di Monica e lei lo ricambia.
- Livia Mancini interpretata da Flavia Leone. Etichettata come "Miss Perfettina" dai compagni di classe e come la brava ragazza dalla famiglia, in realtà la giovane vorrebbe poter essere sé stessa senza seguire tutte le regole e le aspettative altrui. In vari episodi si allena per la gara di triathlon, che riuscirà a vincere. All'inizio è fidanzata con Matteo, un ragazzo della 3ªD, anche se ammette di non trovarsi bene nella loro relazione, e dopo molti alti e bassi, finiscono per lasciarsi. Si innamora poi di Pietro, anche se inizialmente pensava fosse meglio restare amici per le troppe differenze tra loro, ma poi si metteranno insieme. Però finisce per rompere con lui dopo che viene a sapere della sua scommessa con Giulio. Nella seconda stagione a Marina Grande, Livia diventa una ragazza distaccata e ribelle che passa più tempo con Katia e Sara che con i suoi vecchi amici, e resta diffidente nei confronti di Pietro per parecchi mesi. Solo a Natale, decide di allontanarsi da Katia e Sara, e di perdonare Pietro, rendendosi conto che è ancora innamorata di lui. Alla fine dell'anno scolastico, Pietro capisce che non l'ha dimenticata e tornano insieme.
- Isabel Diop interpretata da Sofia Nicolini. È una ragazza sportiva e determinata e la migliore amica di Monica. Fa parte della squadra di basket della classe ed è l'asso del team. Desiderosa di avere le sue prime esperienze con i ragazzi, fa diversi tentativi per trovare quello giusto: prima ci prova con Daniele (che si rivela essere gay), poi con Lamberto (il suo primo bacio ad una festa anche se poi capisce che non le piace sul serio) e poi con il suo ammiratore Michele (a cui chiede di uscire, ma capisce che non potrebbe funzionare). Nella seconda stagione a Marina Grande, diventa sempre più legata a Pietro e capisce di provare dei sentimenti per lui, ma è incerta perché Pietro sta ancora cercando di conquistare Livia, quindi Isabel accetta di uscire con Roby. Prima di Natale, lei e Pietro si scambiano un bacio ma rimane un segreto tra loro, finché Isabel decide di lasciare Roby per mettersi con Pietro ufficialmente. La loro storia finisce dopo qualche mese, quando Pietro capisce di amare ancora Livia.
- Monica Piovani interpretata da Federica Franzellitti. L’allieva più brava della classe e la migliore amica di Isabel. Inizialmente si comporta da amica possessiva verso Isabel, che causa qualche litigio tra le due ma la loro amicizia rimane forte. Spesso presa in giro da Giulio, Monica lo odia nei primi episodi, ma alla fine fanno pace dopo che Monica lo aiuta a studiare e gli fa capire i suoi problemi con la dislessia, cercando di incoraggiarlo. Nella seconda stagione si fidanza con un ragazzo di nome Manuel, con cui ha una relazione a distanza. Nonostante abbia aderito al patto di andare allo scientifico con i suoi amici, vorrebbe andare al liceo classico e insieme a Giulio troverà il coraggio di dirlo alla festa di Natale. Quando il suo ragazzo Manuel viene a trovarla, Giulio si riscopre geloso e dopo un po' trova il coraggio di dire a Monica quello che prova. Alla fine Monica lascia Manuel per Giulio.
- Daniele Parisi interpretato da Biagio Venditti. È un bravo ragazzo che va d’accordo con gli altri, ma a volte tende a farsi troppe preoccupazioni. Si innamora di Mirko, un nuovo allievo che non ricambia i suoi sentimenti, ma dopo un periodo di tensione, diventano migliori amici. Più avanti s’innamora di Nico, figlio di un amico di suo padre, e questa volta viene ricambiato e inizia una storia a distanza con lui. Dalla seconda stagione, lui rivela di essersi lasciato con Nico. Durante l’estate sviluppa un interesse per la danza, e cerca di entrare in un gruppo di ballo, sebbene i ragazzi di Marina Grande non lo vogliano accettare. Riesce poi ad avere la sua occasione. Nel frattempo diventa molto geloso del rapporto tra Mirko e Bianca, ma alla fine Mirko capisce di amare Daniele e lascia Bianca per lui.

- Mirko Valenti interpretato da Pietro Sparvoli. È un ragazzo sensibile e timido, che ama la musica rap e gli piace scrivere canzoni. Trasferitosi da Roma, gli mancano i suoi vecchi amici e fa fatica a socializzare, ma alla fine diventa meno teso e riesce a legare con gli altri e ad apprezzare l’amicizia di Daniele, diventando migliori amici. Condivide la stanza con suo fratello maggiore, Damiano, membro del gruppo di prepotenti della 3ªD; sebbene spesso Damiano e i suoi amici trattino male Mirko, i due dimostrano di volersi bene nonostante tutto. Nella seconda stagione, lega molto con Bianca, la cugina di Giulio, che lo aiuta a scrivere canzoni, mentre lui la aiuta a superare i suoi momenti di crisi. Lui e Bianca iniziano poi una relazione, ma poi Mirko inizia a distaccarsi da Bianca e capisce di essere innamorato di Daniele. Dopo la rottura con Bianca, Mirko confessa a Daniele i suoi sentimenti e si mettono insieme.
- Arianna Rinaldi interpretata da Francesca La Cava. È una ragazza arrogante e vanitosa che tiene troppo conto delle "etichette" dei suoi compagni. Ha una cotta per Pietro, che però non prova nulla per lei e la bacia solo per una scommessa con Giulio. Al contrario, Giulio è innamorato di lei e spesso la corteggia, ma Arianna lo rifiuta per molto tempo; solo alla fine della prima stagione, Arianna impara ad apprezzarlo e passare del tempo con lui, saltando i tanti impegni che le ha imposto la madre autoritaria. Lei e Giulio hanno una storia estiva ma si lasciano all'inizio della seconda stagione. Nella nuova scuola a Marina Grande, Arianna è molto più fragile e insicura di prima, al punto che non riesce a ribellarsi quando due bulle la prendono di mira, ma capisce che non è più sola e che ci sono i suoi amici a sostenerla, venendo poi aiutata per non essere bullizzata e riesce finalmente a liberarsi di Katia e Sara.
- Bianca Laremi  interpretata da Fiamma Parente. È la cugina di Giulio, che ha modo di rivederla nella nuova scuola a Marina Grande. Ha un carattere amichevole e gentile, lega subito con gli amici del cugino e adora la sua nuova vita nell'isola, è molto brava a cantare. Vive con le sue due madri, e prima di trasferirsi sull'isola, era abituata a viaggiare parecchio. All'inizio è interessata a Pietro, ma capisce subito che è innamorato di Livia. In seguito, comincia a interessarsi a Mirko, con cui condivide la passione per la musica e inizia una relazione con lui, che però finisce dopo qualche mese quando Mirko capisce di provare qualcosa per Daniele. Lei e Mirko rimangono comunque buoni amici.
- Katia interpretata da Emily Shaqiri. È una nuova amica di Livia alla scuola di Marina Grande, nonché la figlia della nuova fidanzata del padre di Pietro. È molto subdola e meschina, e approfitta delle insicurezze di Arianna per prenderla di mira e umiliarla, con la complicità della sua amica Sara. Inoltre porta Livia sulla cattiva strada, incitandola a saltare la scuola, rubare nei negozi e allontanarsi dai suoi amici. Si scopre poi che Katia nasconde un lato fragile perché ha un difficile rapporto con i genitori e si sente sola, ma questo non cambia il suo modo di fare. Dopo Natale, Livia si allontana da lei, così Katia finisce per aggredirla e continua a complottare contro il gruppo. In seguito, Livia, Pietro e i suoi amici trovano un modo per fermare Katia e i suoi complici, obbligandoli a confessare.

## Personaggi secondari
- Silverio Mancini (St.1-in corso), interpretato da Lorenzo Nicolò. È il cugino di Livia nonché suo fan numero uno. È il più bravo a fare il tifo per i suoi amici; durante la finale di basket, dimostra di riconoscere quando sfruttare gli oggetti a sua disposizione al momento giusto per sollevare il morale durante alla squadra. Solitamente fa fatica a finire la sua merenda, perché i compagni gliene chiedono sempre qualche pezzo.
- Michele Pastore (St.1-in corso), interpretato da Massimo Pio Giunto. Ragazzo basso e simpatico, fa parte della squadra di basket della classe e sa come tenere unito il team, sebbene all'inizio gli altri diffidassero delle sue capacità. A un certo punto esprime interesse per Isabel, a cui vorrebbe dedicare un graffito, e alla fine la ragazza gli propone di uscire rendendolo felice. Ma Isabel capisce che non potrebbe funzionare.
- Lucia (St.1), interpretata da Marta Latino. Migliore amica di Arianna e Carlotta. E' avversaria di Livia nella gara di triathlon, che Livia finisce per vincere. Ha avuto una breve storia con Matteo, il quale la usa per far ingelosire Livia. Nella seconda stagione, non appare più.
- Carlotta (St.1), interpretata da Christelle Arayata. Migliore amica di Arianna e Lucia nella prima stagione. Nella seconda stagione non appare più.
- Matteo “Il Grimo” Grimaldi (St.1), interpretato da Alessandro Laffi. Il ragazzo di Livia nella prima stagione, e il rivale di Pietro sia in campo sentimentale che in quello da basket. È un ragazzo arrogante che finge di essere educato con Livia, ma in realtà odia Pietro e tutti i suoi amici, e non esita a maltrattarli. Dopo molte incomprensioni con Livia, lei lo lascia definitivamente quando capisce che persona è, ma lui trova un modo di creare altri problemi nella storia tra Livia e Pietro. Nella seconda stagione, non appare più.
- Damiano Valenti (St.1), interpretato da Narciso Santiago. Fratello maggiore di Mirko e uno degli amici bulletti di Matteo che fa parte della loro squadra di basket. All'inizio è prepotente con il fratello minore, ma in realtà non è cattivo ma solo influenzato dai suoi amici. Alla fine dimostra di tenere a Mirko e disapprovare le azioni di Matteo. Nella seconda stagione, non appare più.
- Elisa Mancini (St.1), interpretata da Valentina Scimè. È la sorella maggiore di Livia, molto egoista e irresponsabile, ma in fondo tiene alla sorella. Nella seconda stagione, non appare più.
- Nico (St.1), interpretato da Federico Cempella. È il figlio di amici dei genitori di Daniele. Quando Daniele e Nico si rivedono dopo tanti anni, si innamorano e iniziano una storia a distanza, visto che Nico vive lontano. Nella seconda stagione, Daniele rivela che si sono lasciati.
- Roby (St. 2-in corso), interpretato da Gabriele Taurisano. È un nuovo compagno di squadra di Pietro, va a scuola anche lui a Marina Grande. È un ragazzo amichevole che fin dall’inizio lega con Pietro. Ha una cotta per Isabel, e in seguito ci si metterà insieme, anche se Isabel è esitante a causa dei suoi sentimenti segreti per Pietro, e alla fine lei lo lascia. Per vendicarsi, Roby cambia completamente atteggiamento e si allea con Katia per umiliare i protagonisti, finché Pietro e gli altri trovano un modo per fermarli.
- Sara (St. 2-in corso), interpretata da Martina Frosini. Una delle due nuove amiche di Livia alla scuola di Marina Grande, insieme a Katia. È complice di Katia nei suoi atti di bullismo contro Arianna. Visto che Katia è la leader, Sara spesso si lascia insultare e dominare dall'amica, finché non litigano il giorno della festa di Natale. Nonostante il litigio, Sara continua a frequentare Katia e ad allearsi con lei contro i protagonisti, finché Pietro e gli altri li obbligano a fermarsi.

## Produzione
Le riprese hanno avuto luogo nell'isola d'Ischia. 
La prima stagione è stata girata in 18 settimane. La seconda stagione è stata girata da dicembre 2022 a maggio 2023.

## Promozione
Il trailer ufficiale della serie è stato distribuito il 19 aprile 2022.